# Peramola
Peramola es un municipio español de la provincia de Lérida, situado en la comarca catalana del Alto Urgel.

## Prehistoria
Una de las primeras muestras de la presencia humana por estos territorios, y desde luego sumamente excepcional, corresponde a las pinturas rupestres de la Roca dels Moros. Comunicada su existencia, en 1969, por F. Riart Jou, M. Bach Porredón y J. Bach Vila a Luis Diez Coronel, quienes publicarían los primeros datos dos años después, se trata de una cavidad con manifestaciones crenciales abstractas de los grupos neolíticos (6500-3500 antes del presente), el conocido con el nombre de Arte Esquemático. Trazos digitales, circuliformes o anillados, y formas geométricas más complejas constituyen el contenido esencial de estas enigmáticas muestras de la religiosidad de aquellos grupos productores. Su valor como expresión de la capacidad intelectual humana se ratificó con su inclusión en el Patrimonio Mundial por la UNESCO (1998), máximo galardón adjudicado a una obra humana, bajo la nomenclatura administrativa convencional de Arte Prehistórico del Arco Mediterráneo de la península ibérica. Estaciones con arte semejante se localizan en Bellver de Cerdaña, Vilanova de Meyá, Os de Balaguer, Albí, el propio Cogul, entre otros municipios ilerdenses. (Fuentes: Associació Catalana d´Art Prehistòric). sus acantilados son vertiginosos

## Historia
El topónimo se refiere a la mole de piedra que domina la población, conocida como mola de Sant Honorat.
El castillo de Peramola pertenecía en 1071 a Geraldo de Cabrera. Este castillo fue el centro administrativo de la baronía de Peramola. Pasó por diversas manos y en 1739 quedó en las de la familia Navarrete quienes mantuvieron el señorío hasta el fin del antiguo régimen. Las tierras fueron entonces vendidas al pueblo.

## Geografía humana

### Demografía
Cuenta con una población de 357 habitantes (INE 2024).
| Gráfica de evolución demográfica de Peramola entre 1842 y 2021 |
| |
| Población de derecho según los censos de población del INE Población de hecho según los censos de población del INEEn estos censos se denominaba Peramola, Tragó y Santa Lucía, Corlinda y Castillebrel: 1842 |

Según datos de 2006 su población era de 377 habitantes. Incluye los núcleos de Castellebre, Cortiuda, Nuncarga y Tragó.

## Cultura
La iglesia parroquial de Peramola está dedicada a San Miguel. Se trata de un edificio de origen románico de nave única con cubierta de bóveda de cañón. El ábside presenta una decoración con arquerías lombardas y la portalada tiene un arco de medio punto con dovelas. La iglesia fue reformada en la década de 1990.
En el caserío de Castell-llebre se encuentra la iglesia de la Virgen de Castillebrel, construida entre el siglo XI y principios del siglo XII. Es románica de nave única con cubierta de bóveda de cañón. Tiene un ábside semicircular sobre el que se abren un par de ventanas. La portalada está decorada con un arco con dovelas. Tiene un campanario adosado, de planta cuadrada con cubierta piramidal. Actualmente tiene las funciones de santuario. Quedan en pie algunos restos del castillo que da nombre al lugar. 
Otro templo de origen románico es el de Santa Lucía en Tragó. Consta de una sola nave con un ábside central y dos absidiolos en los laterales. Están decorados con arquerías lombardas y con una ventana en el centro. La cubierta es de bóveda de cañón y el campanario es de espadaña. Se cree que se trata de una construcción del siglo XI. También es románica la iglesia de Sant Miquel en Cortiuda, así como la ermita de San Salvador del Corb, hoy en ruinas.
Cerca del pantano de Oliana pueden verse los restos de un antiguo puente románico que fue volado en 1939. Se trataba de una construcción del siglo XII con una longitud aproximada de 14 metros. Cerca se encuentran los restos de otro puente, el llamado pont de la mala muller, que fue construido a finales del siglo XII. Constaba de un único arco con una medida de 7 metros.
Peramola celebra su fiesta mayor en el penúltimo fin de semana del mes de agosto. 

## Economía
La ganadería, en especial la destinada a la producción de leche, es una de las principales fuentes de ingresos de la localidad. En lo que se refiere a la agricultura, los cultivos son los propios de secano, destacando la producción de patatas y cereales. El sector turístico también tiene importancia gracias a las diferentes casas rurales que existen, así como un hotel.